# Alexander Gordon Bearn
Alexander Gordon Bearn (* 29. März 1923 in Cheam, Surrey, England; † 15. Mai 2009 in Philadelphia, Pennsylvania, Vereinigte Staaten) war ein britisch-amerikanischer Mediziner und Genetiker. Er beschäftigte sich mit der Erforschung des Morbus Wilson, wofür er neue diagnostische und therapeutische Methoden fand.
Bearn erwarb 1950 an der University of London den medizinischen Doktorgrad. Im darauffolgenden Jahr ging er nach  New York City und wurde Assistant Professor am Rockefeller Institute for Medical Research. Dort spezialisierte er sich auf Erbkrankheiten und gründete 1957 eines der ersten Laboratorien für Humangenetik in den USA. Bearn erkannte, dass Morbus Wilson eine autosomal rezessive Erbkrankheit ist. Durch seine Forschungen leistete er einen Beitrag zur Annäherung der in den 1950er Jahren noch streng getrennten Disziplinen Genetik und Medizin. 1964 wurde er zum Professor für Medizin ernannt, 1966 wechselte er an die Cornell University.
Im Jahr 1971 wurde er Präsident der American Society of Human Genetics. 1972 wurde er in die American Philosophical Society und in die National Academy of Sciences gewählt. Von 1979 bis 1988 war er Senior Vice President for medical and scientific affairs bei Merck & Co, Inc. Die American Philosophical Society zeichnete ihn 2001 mit ihrer Benjamin Franklin Medal aus.

## Publikationen
- Sir Archibald Garrod and the Individuality of Man, 1993
- Sir Clifford Allbutt: Scholar and Physician, 2007
- Bearn, Alexander G. Sir Francis Richard Fraser: A Canny Scot Shapes British Medicine, 2008, ISBN  9781846242076